# دوري جرينلاند لكرة القدم 1991
دوري جرينلاند لكرة القدم 1991 هو موسم من دوري جرينلاند لكرة القدم. فاز فيه Kissaviarsuk-33 ‏.